# Charl'ozzo
Charles Ayawo Agbozo, dit Charl’ozzo, est un chanteur, auteur-compositeur-interprète togolais, Il chante en français, ainsi qu'en éwé.

## Biographie

### Carrière
Charl'ozzo débute comme choriste avec le groupe Klossal, de la chorale Classic Spes and Gaudium avant de se mettre à son propre compte. Il représente le Togo aux Rencontres musicales africaines (Rema) 2020 à Ouagadougou du 22 au 24 octobre.

## Discographie
- 2020 : Domenyinou[5]

## Concerts et scènes
Liste Complète
- 1985 : Prestation chorégraphique à Togoville devant feu Pape Jean Paul II lors de sa visite au Togo.
- 1990 : Intégration de la Chorale Saint Esprit de Togoville.
- 1992 : Initiation au Lead vocal par M. Kouglo dans la Chorale Française à Togoville.
- 1996 : Intégration du groupe Klossal’ à Togoville avec à la clé des prestations dont celle de Miss Togo (1996 et 2000).
- 1998 : Lauréat du concours de la Meilleure Chorale Jubilaire de Lomé en 2000 avec la Chorale Aube Nouvelle de Saint Daniel Comboni.
- 2000 : Tournée nationale avec Pierrette Adams avec le Groupe Klossal’.
- 2002 : 2ème tournée avec Pierrette Adams aux côtés de Santy Dorim et des Carats Boys.
- 2002-2008 : Choriste de plusieurs artistes.
- 2003-2005 : Animation de plusieurs évènements par le groupe Worship Angels pour les évènements spéciaux (anniversaires, mariage, libération etc.)
- 2007 : Entrée en studio pour le premier album.
- 11 mai 2008 : Sortie du premier album Sé.
- 2008-2009 : Promotion de l’album à travers le Togo.
- Juillet 2008 : Tournée nationale de Togo cellulaire pour ses 10 ans d’existence.
- Mars 2009 : Sortie d’un single « Ségné » Destiny (une reprise de Bella Bellow).
- Juillet 2008 : Prestation à l’évènement annuel Baal de Togo Télécom.
- Juillet 2008 : Tournée nationale de Togo cellulaire.
- Janvier 2010 : Enregistrement du single J’y crois pour l’Équipe du Togo de football Les Éperviers.
- 20 février 2010 : Finaliste de la première partie plateforme organisée par le centre culturel Français.
- 17 mars 2010 : Première partie d’Ismaël Lo à l’hôtel Mercure Sarakawa.
- 25 septembre 2010 : Concert d’ouverture du centre culturel français de Lomé.
- Décembre 2010 : Concert à l’Université de Lomé organisé par l’Institut Goethe de Lomé.
- 04 décembre 2010 : fête annuelle du Club « Ozzo » au Centre culturel de Tokoin Ramco.
- 19 février 2011 : Soirée St Valentin organisé par Togocel.
- 26 mars 2011 : Prestation au Fespaco édition 2011 à Ouagadougou au Burkina-Faso.
- Mars 2011 : Prestation à Kakati Mode 2ème édition à l’hôtel Palm Beach à Lomé.
- Mai et juin 2012 : Tournée au USA de sensibilisation avec des artistes comme Déla Délali et Mirlinda dans le compte de Togolese Foundation.
- 26 octobre 2012 : sortie du 2ème album Delanya à l’hôtel Eda Oba à Lomé.
- Novembre 2012 : Ouverture de la 10ème foire internationale de Lomé.
- 23 novembre 2011 : prestation pour avec l’artiste ivoirien Meiway à la soirée V.I.P de Togo cellulaire.
- Janvier 2013 : prestation pour la banque atlantique pour la fête annuelle du personnel de la banque.
- 8 mai 2020 : concert live au Togoville Jazz Festival à lomé[5].
- 6 août 2022 : Prestation au Palais des congrès de lomé[11].

## Distinctions
- 2000: Trophée de la Meilleure Chorale Jubilaire de Lomé[10].
- 2020 : meilleure performance Live par All Music Awards[12],[13].